# Palazzo Campanella
Palazzo Tommaso Campanella, o più comunemente Palazzo Campanella, è un edificio di Reggio Calabria, sede del Consiglio regionale della Calabria. Intitolata al filosofo calabrese Tommaso Campanella, la "Casa dei Calabresi" sorge in via Cardinale Portanova, nella zona a nord-est del centro storico della città di Reggio, su un'area di circa 23.000 m² dove prima si trovava la caserma 'Panella' dove era di stanza il 20º Reggimento fanteria 'Brescia' sciolto nel 1942 a seguito degli eventi bellici di El Alamein. 
Ha ospitato fino al 6 dicembre 2013 in una delle sue sale i Bronzi di Riace, che durante il loro soggiorno sono stati sottoposti ad un attento restauro conservativo.

## Struttura
Scherzosamente ribattezzato "l'Astronave" dai reggini, il palazzo del Consiglio Regionale consta di otto piani con facciate a vetri, per un volume di 145.000 metri cubi.
Il complesso architettonico è formato da più corpi di fabbrica collegati tra loro da passerelle metalliche. Al centro di palazzo Campanella si trova una piazza, denominata l'Agorà, su cui si erge l'aula del consiglio regionale, sorretta da pilastri.

### Aula consiliare Francesco Fortugno
Dedicata a Francesco Fortugno l'aula consiliare è situata nel cuore dell'edificio, ha forma cubica con delle gradinate su cui sono collocati i banchi della presidenza e della giunta, sui due lati contrapposti si trovano invece i banchi dei consiglieri e di fronte i banchi dei resocontisti, giornalisti e pubblico.
La sala ha una capienza di circa 200 posti a sedere di cui 94 destinati a presidenza, giunta e consiglieri, una trentina a giornalisti e resocontisti e 78 al pubblico.
L'aula è rivestita in legno variegato che costituisce la pavimentazione del centro dell'Aula, su cui come decoro appare lo stemma della Regione.

### Sala Giuditta Levato
Si tratta di una sala conferenze che porta il nome di Giuditta Levato, prima che fosse ultimata l'attuale sala consiliare ospitava le sedute del Consiglio regionale.

### Sala Nicholas Green
La sala che porta il nome di Nicholas Green è situata al piano terra ed ha una capienza di circa 400 posti. Nella sala è stato collocato un monumento donato dalla famiglia Green composto da sette campane (sette sono gli organi di Nicholas che sono stati donati) a forma di colombe (che simboleggiano la pace e l'elevazione dello spirito umano attraverso il gesto di solidarietà).
Per la sua collocazione, che consente di accedervi direttamente ed autonomamente rispetto al Palazzo, la sala Nicholas Green consente di ospitare anche avvenimenti non direttamente legati all'attività dell'assemblea regionale.

### Sala commissioni
Ospita le riunioni delle commissioni, dei gruppi consiliari o dei comitati ristretti. La sala è inoltre utilizzata per le conferenze stampa.
Di rilievo è l'opera pittorica che arreda l'ambiente "il Giardino di Adone", realizzata su 46 pannelli dall'artista reggino Leo Pellicanò (1937-1982). L'opera si ispira ai vasi dell'antica Atene in cui si seminavano piante erbacee che crescevano e morivano rapidamente; ad esse è dunque paragonata dall'artista la vita dell'uomo con la sua brevità. Inoltre una serie di figure allegoriche rappresenta i vizi e le virtù dell'uomo.

### Sala Federica Monteleone
La sala (già Sala Gennaro Portanova) ha una capienza di oltre 400 posti, ospita generalmente le cerimonie di laurea della Facoltà di Giurisprudenza dell'Università Mediterranea ed importanti convegni. La sala è dotata di un ingresso autonomo ma è anche collegata alla sala del consiglio. Precedentemente intitolata al Cardinale Arcivescovo Gennaro Portanova, dal 3 luglio 2007 è stata intitolata alla memoria di Federica Monteleone, sedicenne di Vibo Valentia scomparsa nel gennaio di quell'anno dopo una settimana di coma a seguito di un'operazione di appendice nel nosocomio della sua città.

### Auditorium Nicola Calipari
Inaugurato il 30 marzo 2005 porta il nome di Nicola Calipari è uno spazio con una capienza di circa 600 posti a sedere con uno dei settori riservato ai soggetti diversamente abili.
Realizzato con rifiniture in parquet e sedili in pelle è dotato di impianti di teletrasmissione e per le traduzioni simultanee.

### Biblioteca
La Biblioteca del Consiglio Regionale della Calabria, nata nel 1973, con l'istituzione dell'Assemblea Legislativa inizialmente per soddisfare fornire documentazione ai consiglieri regionali, poi, con il nuovo regolamento del 3 giugno 2003 è stata aperta anche al pubblico, principalmente agli studenti universitari provenienti dalle facoltà dell'Università degli studi "Mediterranea" di Reggio Calabria.
Il più antico dei volumi custoditi è Historia dé Svevi nel conquisto dé Regni di Napoli, e di Sicilia per l'Imperatore Enrico Seſto di Don Carlo Calà, che risale alla seconda metà del XVII secolo.
La biblioteca consta di tre sezioni:
- La sezione multidisciplinare è dotata di circa 30.000 volumi con le seguenti discipline:
  - Calabria;
  - Architettura;
  - Filosofia;
  - Sociologia;
  - Storia;
  - Politica;
  - Statistica;
  - Letteratura.
  - Sono inoltre presenti 32 riviste di cultura generale con abbonamenti rinnovati.
- La sezione giuridica, la cui costituzione è avvenuta a partire dal 4 gennaio 1988 (anche se l'acquisto dei primi testi da parte dell'Ente risale al 1972) è dotata di circa 2.000 volumi suddivisi nelle seguenti sezioni:
  - Diritto civile;
  - Diritto commerciale;
  - Diritto fallimentare;
  - Diritto amministrativo degli enti locali;
  - Diritto regionale;
  - Diritto penale.
  - Ad esse si aggiungono 61 riviste giuridiche, tutte con abbonamenti rinnovati e raccolte di legislazione europea, statale e regionale. La sezione giuridica della biblioteca colleziona, inoltre, la Gazzetta Ufficiale della Repubblica Italiana, la Gazzetta ufficiale dell'Unione europea e i Bollettini Ufficiali Regionali. Sono inoltre presenti banche dati di carattere giuridico in formato elettronico.
- La sezione dedicata alla Calabria comprende circa 3.000 volumi e rappresenta un punto di riferimento di notevole importanza nel campo delle ricerche di carattere storico, culturale, artistico e folkloristico della regione.